# Belägringen av Petersburg

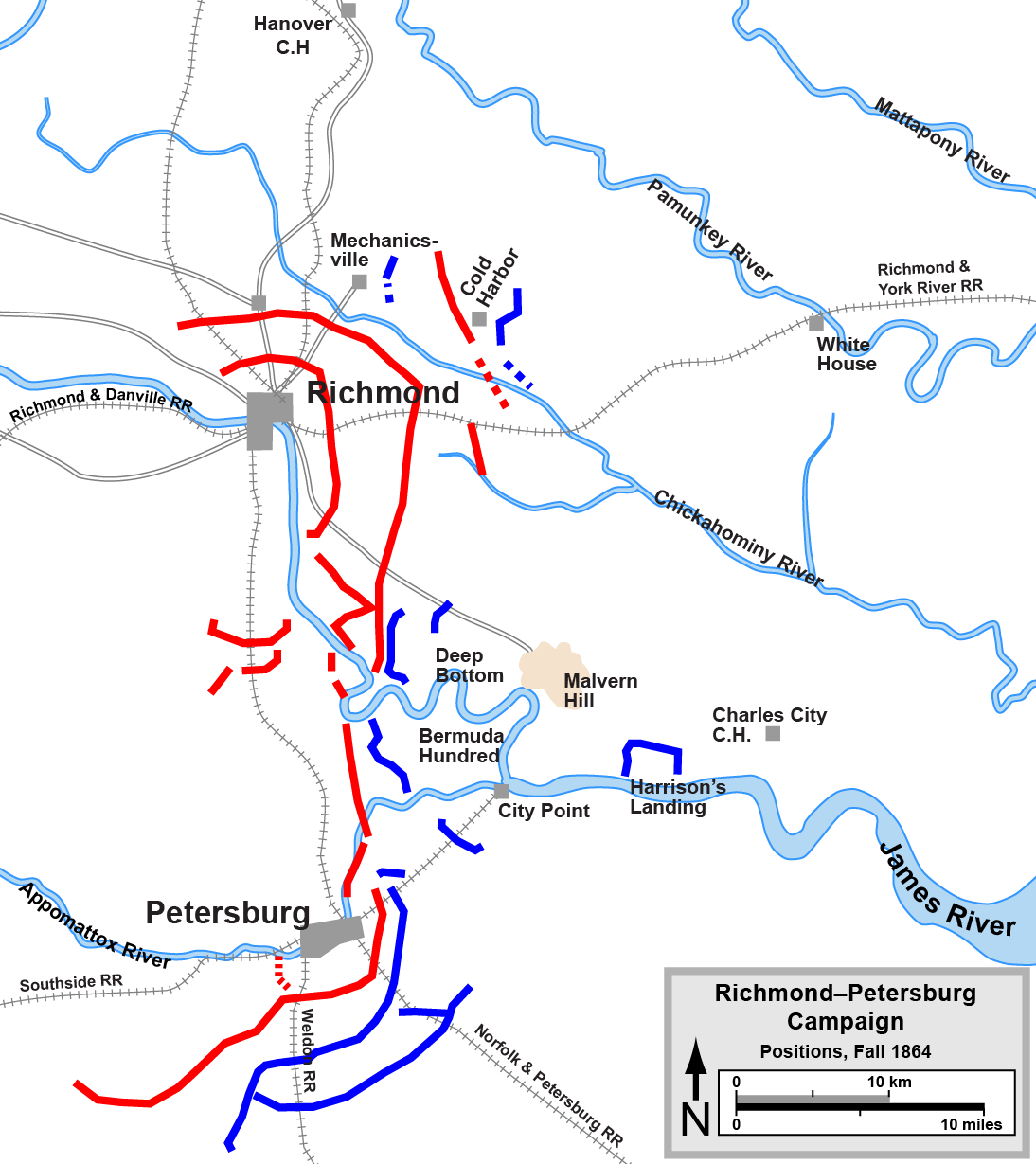
Karta över Richmond-Petersburgsfälttåget.

Belägringen av Petersburg under amerikanska inbördeskriget ägde rum mellan 15 juni 1864 och 2 april 1865. Petersburg var en viktig stad då den försåg Konfederationens huvudstad Richmond med förnödenheter. Den var också järnvägsknut för fem järnvägar samt var konfederationens sista försvarslinje innan Richmond.
Det var ett typiskt skyttegravskrig; under belägringen grävde arméerna ner sig i skyttegravar och slaget stagnerade i ett blodigt ställningskrig. Fronten kom att stå i stort sett orörlig fram till 2 april 1865. Under denna tid gjorde båda sidor försök till anfall utan att lyckas.
Efter 10 månader lyckades Unionens generallöjtnant Ulysses S. Grant bryta igenom Konfederationens försvarslinje. Konfederationsgeneralen A.P. Hill, under Robert E. Lees befäl, dödades då han försökte att slå tillbaka attacken. General John B. Gordon gjorde också styvnackat motstånd men Lee insåg att staden var förlorad och evakuerade Petersburg och Richmond; han gick sedan för möta upp med general Joseph E. Johnston som befanns sig i North Carolina.